# 陈中 (1955年)
陈中（1955年9月—），汉族，安徽宁国人，中共党员，第十一、十二届全国人大代表。
1978年，毕业于安徽师范大学外语系英语专业。历任中国振华电子集团公司第二中学校长，贵州无线电工业学校（现贵州电子信息职业技术学院）校长，贵州电子信息职业技术学院院长，中国振华电子集团有限公司董事局董事、党委副书记、副总裁，贵州中电振华信息产业有限公司（中国振华电子集团有限公司）董事长、党委书记。2015年11月退休。
2008年2月，当选第十一届全国人大代表。2013年2月，当选第十二届全国人大代表。